# Big Comic Superior
Big Comic Superior (яп. ビッグコミックスペリオール биггу комикку супэрио:ру) — японский журнал манги, специализирующийся на сэйнэн-манге (для мужчин). Он выпускается дважды в месяц издательством Shogakukan. Big Comic Superior существует с 1987 года. Первоначально он являлся приложением к журналу Big Comic Original и также выходил дважды в месяц, но позднее стал продаваться так же хорошо, как три главных журнала Shogakukan — Big Comic, Big Comic Original и Big Comic Spirits. Тогда журнал превратился в независимое издание, публикующееся еженедельно. В настоящее время он выходит дважды в месяц по пятницам. Тираж Big Comic Superior составляет примерно 250 тыс. экземпляров. В нём издают свою мангу такие известные авторы, как Рёити Икэгами, Мотиру Хосисато, Ю Кояма, Юдзи Аоки и Буронсон.

## Манга
- Aibou (Тамаё Коясу)
- Shin Aji Ichimonme (Ёсими Курата, Ёсита Абэ, Юкиэ Фукуда)
- Anko: Kaizuri Kaijō Sōsasen Хидэки Акаяма)
- Azumi (Ю Кояма)
- Bow Wow (Тэрри Ямамото)
- Hannari! (Фуми Саймон)
- Higake Kinyuuden Komanezumi Shussemichi (сюжет — Тоити Акидзуки, рисунок — Кодзи Ёсимото)
- Kiichi!! (Хидэки Арай)
- Lord (сюжет — Буронсон, рисунок — Рёити Икэгами)
- Maihime: Diva (сюжет — Рё Курасина, рисунок — Томоя Оиси)
- Money no Ken (Норифуса Мита)
- Moonlight Mile (Ясуо Отагаки)
- Ojuken no Hoshi (сюжет — Маю Сугиура и Нодзоми Хасира, рисунок — Кэндзи Уматани)
- Okuribito (Акира Сасо)
- Radio Jikan (Радио Вада)
- Raamen Hakkenden (сюжет — Рокуро Кубэ, рисунок — Тан Кавай)
- Sekai no Chūshin de Kuda o Maku (Иносукэ Родригес)
- Shakaijin Misaki Satoru (Ясуюки Кунимото)
- Team Medical Dragon (сюжет — Акира Нагай, рисунок — Таро Ногидзака)